# Evolvulus cardiophyllus
Evolvulus cardiophyllus är en vindeväxtart som beskrevs av Diederich Franz Leonhard von Schlechtendal. Evolvulus cardiophyllus ingår i släktet Evolvulus och familjen vindeväxter. Inga underarter finns listade i Catalogue of Life.